# 로버트 덩컨 맥닐
로버트 덩컨 맥닐(Robert Duncan McNeill, 1964년 11월 9일 ~ )은 미국의 감독, 제작자, 배우이다.

## 작품 목록

### 영화
- 마스터 돌프 (1987) - 출연
- 인페스티드 (2002, Infested) - 출연

### 텔레비전
- 스타 트렉: 보이저 (1995-2001) - 출연
- 도슨의 청춘일기 (2001-03) - 연출
- 스타 트렉: 엔터프라이즈 (2001-04) - 연출
- 사랑의 마을 에버우드 (2002) - 연출
- 크로싱 조던 (2002) - 출연
- 원 트리 힐 (2003-04) - 연출
- 데드 라이크 미 (2003-04) - 연출
- 썸머랜드 (2004-05) - 연출
- 라스베가스 (2004-07) - 연출
- The O.C. (2005-06) - 연출
- 척 (2007-12) - 제작, 연출